# Tawau
Tawau (phát âm tiếng Mã Lai: [ˈta wau], Jawi: تاواو‎, tiếng Trung: 斗湖; bính âm: Dǒu Hú) trước đây gọi là Tawao, là thành phố và trung tâm hành chính của Tawau, Sabah, Malaysia. Đây là đô thị lớn ba của Sabah, sau Kota Kinabalu và Sandakan. Nó tiếp giáp với biển Sulu về phía đông, biển Celebes về phía nam (tại vịnh Cowie) và giáp với tỉnh Bắc Kalimantan (Indonesia). Thành phố có dân số ước tính tính đến  năm 2010 là 113.809 người, còn dân số của toàn vùng đô thị là 397.673.

## Khí hậu
| Dữ liệu khí hậu của Tawau                | Dữ liệu khí hậu của Tawau | Dữ liệu khí hậu của Tawau | Dữ liệu khí hậu của Tawau | Dữ liệu khí hậu của Tawau | Dữ liệu khí hậu của Tawau | Dữ liệu khí hậu của Tawau | Dữ liệu khí hậu của Tawau | Dữ liệu khí hậu của Tawau | Dữ liệu khí hậu của Tawau | Dữ liệu khí hậu của Tawau | Dữ liệu khí hậu của Tawau | Dữ liệu khí hậu của Tawau | Dữ liệu khí hậu của Tawau |
| Tháng                                    | 1                         | 2                         | 3                         | 4                         | 5                         | 6                         | 7                         | 8                         | 9                         | 10                        | 11                        | 12                        | Năm                       |
| ---------------------------------------- | ------------------------- | ------------------------- | ------------------------- | ------------------------- | ------------------------- | ------------------------- | ------------------------- | ------------------------- | ------------------------- | ------------------------- | ------------------------- | ------------------------- | ------------------------- |
| Cao kỉ lục °C (°F)                       | 34.4 (93.9)               | 35.1 (95.2)               | 35.5 (95.9)               | 35.2 (95.4)               | 35.2 (95.4)               | 34.4 (93.9)               | 33.6 (92.5)               | 33.9 (93.0)               | 34.4 (93.9)               | 34.5 (94.1)               | 34.8 (94.6)               | 35.4 (95.7)               | 35.5 (95.9)               |
| Trung bình ngày tối đa °C (°F)           | 31.1 (88.0)               | 31.5 (88.7)               | 31.8 (89.2)               | 31.9 (89.4)               | 31.8 (89.2)               | 31.4 (88.5)               | 31.1 (88.0)               | 31.2 (88.2)               | 31.5 (88.7)               | 31.7 (89.1)               | 31.7 (89.1)               | 31.3 (88.3)               | 31.5 (88.7)               |
| Trung bình ngày °C (°F)                  | 26.4 (79.5)               | 26.6 (79.9)               | 26.9 (80.4)               | 27.2 (81.0)               | 27.3 (81.1)               | 26.9 (80.4)               | 26.7 (80.1)               | 26.8 (80.2)               | 26.9 (80.4)               | 26.8 (80.2)               | 26.8 (80.2)               | 26.6 (79.9)               | 26.8 (80.2)               |
| Tối thiểu trung bình ngày °C (°F)        | 23.1 (73.6)               | 23.1 (73.6)               | 23.3 (73.9)               | 23.7 (74.7)               | 23.9 (75.0)               | 23.6 (74.5)               | 23.3 (73.9)               | 23.3 (73.9)               | 23.3 (73.9)               | 23.4 (74.1)               | 23.5 (74.3)               | 23.4 (74.1)               | 23.4 (74.1)               |
| Thấp kỉ lục °C (°F)                      | 18.2 (64.8)               | 18.7 (65.7)               | 20.2 (68.4)               | 21.8 (71.2)               | 20.6 (69.1)               | 20.9 (69.6)               | 21.0 (69.8)               | 21.0 (69.8)               | 21.2 (70.2)               | 19.9 (67.8)               | 21.2 (70.2)               | 18.2 (64.8)               | 18.2 (64.8)               |
| Lượng Giáng thủy trung bình mm (inches)  | 143.2 (5.64)              | 106.0 (4.17)              | 126.6 (4.98)              | 123.4 (4.86)              | 164.0 (6.46)              | 174.9 (6.89)              | 192.1 (7.56)              | 209.6 (8.25)              | 135.4 (5.33)              | 169.8 (6.69)              | 172.1 (6.78)              | 213.5 (8.41)              | 1.930,6 (76.01)           |
| Số ngày giáng thủy trung bình (≥ 1.0 mm) | 11.3                      | 9.0                       | 10.3                      | 9.4                       | 11.5                      | 12.4                      | 12.5                      | 11.4                      | 10.4                      | 12.7                      | 13.2                      | 14.8                      | 138.9                     |
| Số giờ nắng trung bình tháng             | 182.5                     | 183.8                     | 216.5                     | 222.6                     | 231.1                     | 191.6                     | 216.2                     | 218.9                     | 198.3                     | 198.1                     | 193.3                     | 194.0                     | 2.446,9                   |
| Nguồn 1: WMO                             |                           |                           |                           |                           |                           |                           |                           |                           |                           |                           |                           |                           |                           |
| Nguồn 2: NOAA                            |                           |                           |                           |                           |                           |                           |                           |                           |                           |                           |                           |                           |                           |